# Are You in Love?
Are You in Love? — пятый студийный альбом канадской фолк-певицы и автора песен Basia Bulat (Barbara Josephine Bulat), изданный 27 марта 2020 года на лейбле Secret City Records. Альбом продюсировал Джим Джеймс из американской рок-группы My Morning Jacket. Запись прошла в студии Hi-Dez Studios. Альбом получил положительные отзывы музыкальной критики и интернет-изданий.

## Отзывы
| Совокупная оценка   | Совокупная оценка |
| Источник            | Оценка            |
| ------------------- | ----------------- |
| Metacritic          | 79/100            |
| Оценки критиков     |                   |
| Источник            | Оценка            |
| American Songwriter | [ 6 ]             |
| Exclaim!            | 7/10              |
| MusicOMH            | [ 8 ]             |
| NOW                 | [ 9 ]             |

Альбом получил положительные отзывы музыкальной критики и интернет-изданий. Агрегационный сайт Metacritic оценил альбом на 79 баллов по 9 отзывам профессиональных рецензентов.
Альбом получил номинацию на Juno Award в категории Adult Alternative Album of the Year на церемонии 2021 года.

## Список композиций
| №   | Название                          | Длительность |
| --- | --------------------------------- | ------------ |
| 1.  | «Are You in Love?»                | 4:29         |
| 2.  | «Electric Roses»                  | 4:33         |
| 3.  | «Your Girl»                       | 2:46         |
| 4.  | «Light Years»                     | 3:45         |
| 5.  | «Homesick»                        | 2:42         |
| 6.  | «Hall of Mirrors»                 | 3:13         |
| 7.  | «I Believe it Now»                | 0:46         |
| 8.  | «No Control»                      | 3:59         |
| 9.  | «Pale Blue»                       | 3:06         |
| 10. | «Already Forgiven»                | 3:19         |
| 11. | «The Last Time»                   | 2:56         |
| 12. | «Fables»                          | 3:07         |
| 13. | «Love Is at the End of the World» | 4:10         |